# Тед Г'юз
Тед Г'юз (англ. Ted Hughes; справжнє ім'я — Едвард Джеймс Г'юз, англ. Edward James Hughes; 17 серпня 1930, Майтолмройд, Західний Йоркшир, Англія — 28 жовтня 1998, Лондон, Англія) — англійський поет, дитячий письменник, перекладач, британський поет-лауреат з 1984 року до смерті. Був чоловіком Сильвії Платт з 1956 року до її смерті в 1963 році.

## Творчість
Тед Г'юз є автором віршів, оповідань, п'єс, творів для дітей, нарисів про поезію. У ліриці Г'юза помітний вплив сюрреалізму в поєднанні з екзистенціальною проблематикою.
Переклав англійською твори античних класиків (Есхіла, Евріпіда, Овідія), «Федру» Жана Расіна, поезію Франка Ведекінда, Федеріко Гарсія Лорки, Єгуди Аміхая, Яноша Пілінського.

## Особисте життя
У 1956—1962 роках Тед Г'юз був одружений з американською поетесою Сильвією Плат. У подружжя було двоє дітей. Їхні відносини закінчилися трагедією на початку 1963 року: страждаючи від важкої депресії після розриву з чоловіком, Сильвія Плат наклала на себе руки, отруївшись газом.
Однією з причин самогубства називається роман Г'юза з Асею Вевілл, дружиною й музою іншого британського поета, Девіда Вевілла. Одразу ж після смерті Сильвії Плат феміністки організували кампанію критики Теда Г'юза. Поетеса Робін Морган прямо звинуватила (у вірші The Arraignment, 1972) поета у вбивстві. Коли й його коханка Ася Вевілл покінчила з собою (тим же способом, що і Плат, але при цьому ще й убивши свою дочку Шуру), з'явилися інсинуації про те, що Г'юз був схильний до насильства.
Г'юз ніколи публічно не відповідав на звинувачення, але його остання поетична робота, «Birthday Letters» (1998), була присвячена складним відносинам з Плат. Одним вона відкривала його в значно кращому світлі, тоді як іншим це здавалася невдалою спробою відвести вину від себе.

## Переклади українською
Українською мовою вірші Теда Г'юза перекладали Ірина Шувалова та Оксана Єфіменко.